# Аксения Тилева
Аксения Бориславова Тилева е български политик. Народен представител от парламентарната група на ГЕРБ в XLII народно събрание.

## Биография
Аксения Тилева е на родена на 3 юли 1967 година в село Крушовене, община Долна Митрополия. Тя е магистър по предучилищна педагогика от ВТУ „Св. св. Кирил и Методий“ – Велико Търново, и доцент - доктор по  Теория и управление на образованието. Завършила е поредица от индивидуални квалификационни курсове, дейност „Коменски“, свързани с  управление на качеството в образованието в Университети в Прага, Вуковар, Крайова и Анкара, както и квалификация по „Интерактивна педагогическа технология за квалификация на учители“ в СУ „Св. Климент Охридски“.
Професионалният ѝ опит започва през 1988 година, работи в сферата на образованието като педагог, а през 1995 година става директор на ЦДГ „Мечо пух“ в Казанлък. С нейно съдействие редица детски градини и училища в Община Казанлък разработват и печелят международни образователни проекти по програма „Коменски“. Ръководената от нея ДГ може да се похвали, че е единствена в страната с реализирани 9 европейски образователни проекта от периода от 2002 до 2012 година. В периода от 2010 до 2013 година е единствения предучилищен педагог в оценителните комисии по оперативна програма „Развитие на човешките ресурси“ към Министерството на образованието.
От 2021 г. е преповадател в Педагогически факултет на Тракийски университет - Стара Загора.

### Политическа кариера
Започва като учредител на ПП ГЕРБ, след това председател на присъдружната организация на жени ПП ГЕРБ Казанлък. В периода от 2008 до 2009 година е общински съветник в ОБС Казанлък и председател на комисията по Евроинтеграция и бизнес среда.
На парламентарните избори през 2013 година е избрана за народен представител в XLII НС от листата на ГЕРБ в 27-и МИР Стара Загора.